# Manuel Camitzes
Manuel Camitzes Comnè Ducas Àngel (grec: Μανουήλ Καμύτζης Κομνηνός Δούκας Ἄγγελος, en el seu únic segell de plom supervivent, Manuel utilitza només els cognoms de Camitzes i Comnenoducas; els estudiosos moderns li donen el nom complet per reflectir la seva genealogia real) (vers 1150 - després de 1202) va ser un general romà d'Orient que va estar actiu a finals del segle xii i va liderar una rebel·lió fallida el 1201-02.
Cosí dels emperadors Isaac II Àngel i Aleix III Àngel, va exercir com a primer comandant militar als Balcans, amb el rang de protoestrator, de 1185/86 fins al 1199. Per a Isaac II va lluitar contra la revolta d'Aleix Branàs, els rebels vlacs i búlgars i els saquejadors cumans, i el contingent alemany de la Tercera Croada sota Frederic I Barba-roja. Sota Aleix III va fer una campanya sense èxit contra el líder rebel búlgar Ivanko el 1197. A principis de 1199, quan l'emperador va caure greument malalt, va ser un dels parents del emperador que es van presentar com aspirant al tron. Més endavant de l'any, va ser capturat per Ivanko, però l'emperador no només es va negar a rescatar-lo, sinó que també li va confiscar les seves possessions i va empresonar la seva família. Enrabiat per aquest tractament, Camitzes, una vegada alliberat, es va unir al seu gendre, Dobromir Chrisos, en rebel·lió el 1201. Camitzes va capturar Tessàlia, però els imperials van actuar per impedir el contacte entre les seves forces i les del seu gendre i aquest finalment el va abandonar, sent aleshores derrotat pels exèrcits imperials el 1202. Probablement va fugir a Bulgària, on va morir.

## Origen
Nascut vers el 1150, Manuel Camitzes era fill de Constantí Camitzes (la família Camitzes apareix testimoniada per primer cop a les fonts a finals del segle xi). Nikos A. Bees ha suggerit que el nom de la família era d'origen grec, però altres erudits creuen que la família prové del comandant mercenari turc Camires, que va entrar al servei de Constantinoble el 1083)
El pare de Manuel només és conegut per elegies funeràries pels poetes de la cort Teodor Pròdrom i l'anomenat "Mangani Pròdrom", que el lloen com a general distingit ("la llança de diamant de la Roma més jove") i consta que tenia el rang de pansebastos sebastos. La seva mare era la filla primogènita de Constantí Àngel, el fundador de la família dels Àngel. Teodora Comnena, filla d'Aleix I Comnè (1081-1118) i d'Anna Angelina, era una princesa per l'Església, que es va casar amb Ivanko el boiar de Bulgària que va matar a Ivan Asen el líder búlgar. Manuel tenia germans, però es desconeix el seu número o nom.

## Carrera
Manuel Camitzes s'esmenta per primera vegada el 1185, durant el regnat d'Andrònic I Comnè (1183-1185), cosí germà de Camitzes, un cop eliminat. Segons un breu avís de l'arquebisbe Eustaci de Tessalònica, va participar com a comandant en la campanya contra els italo-normands que van asssetjar Tessalònica (1185) però no es donen detalls.

### Sota Isaac II

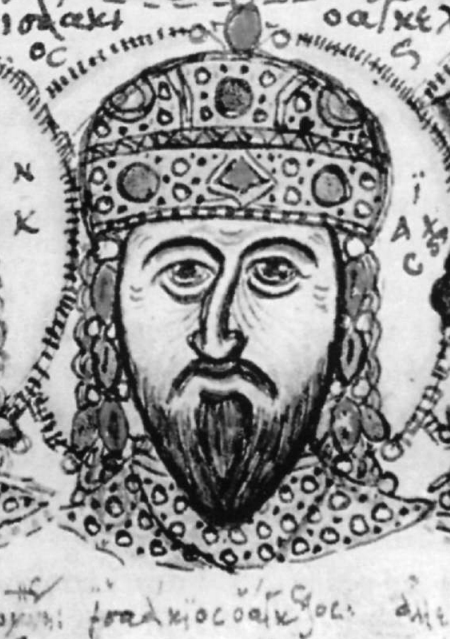
Retrat d'Isaac II, del, Mutinensis gr. 122 còdex

Quan el cosí germà de Camitzes, Isaac II Àngel (1185-1195 i 1203-1204), va pujar al tron, Camitzes va rebre el títol de protostrator, rang que al segle xii estava reservat a aristòcrates molt destacats amb estretes relacions familiars amb la dinastia regnant. Camitzes va tenir un paper important en la supressió de la revolta del general Aleix Branàs que va esclatar l'estiu de 1186, o, més probablement, el 1187. Camitzes i Branàs eren enemics jurats a la cort, de manera que el protoestrator va posar tota la seva fortuna a disposició de l'emperador per utilitzar-la contra el rebel, i ell mateix va comandar l'ala esquerra de l'exèrcit imperial sota Conrad de Montferrat que va derrotar i matar el rebel davant les Muralles de Constantinoble.
El setembre de 1187, l'emperador Isaac II va sortir a la campanya contra els vlacs i búlgars dirigits per Asen i Pere, que havien guanyat terreny al nord dels Balcans, amb l'ajuda de mercenaris cumans. Els romans d'Orient van enfrontar-se a una força atacant dels Cumans de 6.000 homes a Lardea. En la següent batalla, en què Camitzes comandava un dels destacaments de l'exèrcit imperial, els assaltants cumans van ser derrotats i els seus presoners, uns 12.000, van ser alliberats.
El 1189, quan l'exèrcit de Frederic I Barba-roja va creuar el territori romà d'Orient com a part de la Tercera Croada, Camitzes va ser encarregat, juntament amb el Domestic dels occidentals (domestic es referia al "comandant en cap de l'exèrcit de camp europeu"), Aleix Gidos, per vigilar les forces alemanyes i assetjar-les atacant qualsevol partida que trobés. Quan Barba-roja es va apoderar de Filipòpolis, va enviar un missatge a Camitzes, destacant que la seva única intenció era el pas segur i pacífic per terres romanes d'Orient. Camitzes va transmetre això a Isaac II, però aquest, tement que Barba-roja tingués la intenció secreta de marxar a Constantinoble i el destituís, va denunciar Camitzes per la seva inacció i li va ordenar de contractar els alemanys. Com a resultat, Camitzes amb uns 2.000 genets es va traslladar a establir una emboscada per al tren de subministrament dels alemanys a prop de Filipòpolis, cap el 22 de novembre de 1189. Els alemanys van ser informats d'això pels habitants armenis de la fortalesa de Prousenos, on Camitzes havia establert el seu campament principal, i va partir amb 5.000 cavallers per atacar el camp romà d'Orient. Les dues forces es van trobar per accident a prop de Prousenos i, en la batalla següent, els homes de Camitzes van ser derrotats. L'historiador Nicetes Coniata - que va ser governador de Filipòpolis i testimoni ocular - escriu que els romans van fugir fins a Ocrida, i que Camitzes va abandonar els seus homes durant la fugida i no es van tornar a unir a ells fins tres dies després.
El 1190 Camitzes va participar en una altra campanya contra els rebels búlgars a la zona dels Balcans. Juntament amb Isaac Komnenos, va comandar l'avantguarda de l'exèrcit imperial, mentre que Isaac II i el seu germà Aleix (el futur Aleix III Àngel (1195-1203) comandaven el cos principal i el sebastocràtor (el tercer títol més alt de la jerarquia imperial després de "dèspota" i "coemperador". Joan Ducas era al comandament de la rereguarda. Durant la seva retirada a través d'un estret pas, els búlgars van permetre passar l'avantguarda, però després van caure sobre la resta de l'exèrcit en la batalla de Triavna; l'exèrcit romà d'Orient va entrar en pànic i va fugir.

### Sota Aleix III

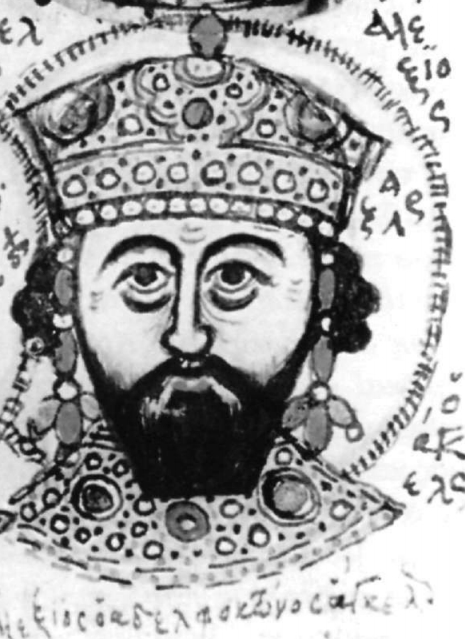
Retrat d'Aleix III del Mutinensis gr. 122

Es desconeix la vida de Camitzes durant la resta del regnat d'Isaac II, així com el seu paper o opinió sobre el derrocament d'Isaac pel seu propi germà Aleix III, tot i que probablement no hi estigués implicat. Camitzes aparentment va conservar el seu càrrec i va participar en les cerimònies de coronació d'AleIX a la capital; Coniata registra que, després del coronament a Santa Sofia, segons el protocol, el "protoestrator" va portar les regnes del cavall del nou emperador.
El 1196, el boiar búlgar Ivanko va assassinar el líder de la rebel·lió búlgara, Asen. Ivanko i els seus partidaris es van apoderar de la capital búlgara, Tariko, però enfrontats al germà d'Asen, van enviar missatges a Aleix III, instant-lo a ajudar-los i prendre possessió de Tarnovo. Tot i això, Aleix es va mostrar reticent a abandonar el palau i va enviar Camitzes en el seu lloc. Camitzes va partir de Filipòpolis, però just quan creuava a Mèsia (les planes del Danubi), l'exèrcit es va amotinar i es va negar a continuar i arriscar una batalla amb els búlgars, citant els nombrosos perills i infructuoses expedicions que havien emprès a la regió en el passat. Camitzes es va veure obligat a cedir a les demandes dels seus soldats i va tornar enrere. Com a resultat, Ivanko es va veure forçat a abandonar Tarnovo, on Pere es va establir com el governant indiscutible dels búlgars. Ivanko va fugir a la cort romana d'Orient i va rebre l'encàrrec de defensar Filipòpolis contra els búlgars de Pere.
A la primavera de 1197, Aleix III va fer una campanya contra el líder búlgar Dobromir Crisos, un nebot de Pere i Asen que havia fundat el seu propi domini independent al voltant de les fortaleses de Strumica i Prosek. Després de no aconseguir capturar Prosek per la força de les armes, l'emperador es va posar d'acord amb Chrisos, que va reconèixer la sobirania imperial a canvi d'una nova dona: la filla de Camitzes, que es va veure obligada a divorciar-se del seu primer marit per convertir-se en la núvia de Crisos.
El 1199, Aleix III va caure greument malalt, cosa que va provocar una disputa sobre la successió. L'emperador només tenia filles i, tot i que dues d'elles havien estat casades amb aristòcrates romans d'Orient (Andrònic Contostefanos i Isaac Vatatzes), que eren hereus aparents, tots dos havien mort poc abans. Diversos candidats al tron es van presentar entre la família imperial: el mateix Camitzes es va enfrontar amb el vell sebastocràtor Joan Ducas, mentre que els tres germans de l'emperador -  Constantí, Joan, i Teodor, que havien estat cegats (vegeu Mutilació política a l'Imperi Romà d'Orient) per Andrònic I i, per tant, no eren elegibles, jugaven pels seus propis fills, igual que el seu cunyat, el cèsar (el següent rang després de sebastokrator) Joan Cantacuzè, que també havia estat cegat. Al final les intrigues, denunciades pels disgustat Coniata, van quedar en no res: el febrer de 1199, l'emperador va casar les seves filles vídues amb una altra parella d'aristòcrates romans d'Orient, Aleix Paleòleg (que es va convertir en dèspota i hereu aparent i amb Teodor I Làscaris, el futur fundador de l'Imperi de Nicea.
Més tard, el 1199, Ivanko es va rebel·lar contra l'autoritat romana d'Orient. Contra ell, Aleix va enviar els seus nous gendres i a Camitzes. Ivanko va aconseguir eludir els tres comandants romans d'Orient i fugir cap a les muntanyes. Renuents a dedicar-se a una persecució possiblement desesperada en les fortaleses de les muntanyes, els romans d'Orient van decidir, en canvi, sotmetre les fortaleses de la regió de Filipòpolis, començant per Kritzimos. Una per una, les fortaleses van ser capturades capitulant o prenent-les per assalt. Ivanko llavors va parar una trampa a Camitzes. Va fer que els seus homes reunissin ramats de bestiar, així com alguns presoners de guerra, i els portessin per la plana com a ostensible homenatge al seu aliat, el governant búlgar Kaloyan. En assabentar-se d'això, Camitzes va deixar la seva base a la fortalesa de Batracocastron i amb els seus homes van venir a saquejar el bestiar. Mentre les tropes romanes d'Orient es dispersaven per capturar el botí, Ivanko i els seus homes van sortir del bosc, els van matar i van fer presoner a Camitzes. Aquest cop va invertir el curs de la campanya, a mesura que els romans d'Orient desmoralitzats retrocedien, i Ivanko va estendre el seu domini al sud fins a la zona de Smolyan, Mosinòpolis i el Pangèon.

### Presó i rebel·lió
Mentre Camitzes llanguia a la presó, escriu Coniata, "l'emperador, com demostraven les seves accions, considerava la captura del protoestrator" un regal de Déu, una delícia i una excel·lent bona sort. Fent una recerca diligent de tots els seus béns, va posar les mans sobre les immenses riqueses de l'home, riqueses pròpies de un monarca; també va condemnar la seva dona i el seu fill Joan Camitzes a presó, per motius que l'historiador diu desconèixer. Camitzes va enviar cartes a Aleixs demanant que fos rescatat, però l'emperador es va negar. Desesperat, després d'un any aproximadament de captivitat, Camitzes es va adreçar al seu gendre, Dobromir Crisos. Aquest últim va acceptar i va pagar la suma: 200 lliures d'or, segons Coniata.  Camitzes es va unir a Chrysos per decidir atacar les províncies romanes d'Orient veïnes. Segons el relat de Coniata, van capturar fàcilment Pelagonia (Bitola) i Prilep, i van creuar la vall de Tempe fins a Tessàlia, que van ocupar. Mentre Chrysos tornava a Prosek, Camitzes es va quedar a Tessàlia. La rebel·lió de Camitzes també va provocar altres aixecaments: Lleó Esgur es va rebel·lar al Peloponès, igual que el dux (governador) de la província de Smolyan, Joan Espiridonaques.
Mentre Espiridonaques va ser derrotat ràpidament pel dèspota Aleix Paleòleg, la revolta de Camitzes va resultar un afer més difícil per als romans d'Orient. Les tropes imperials sota l'eunuc "parakoimomenos" (camarlenc) Joan Oinopolites semblen haver tingut cert èxit. A la tardor de 1201, Aleix III es va posar en campanya ell mateix, però al final va ser la diplomàcia la que va resultar més eficaç. L'emperador va oferir la mà de la seva neta, Teodora Angelina, filla d'Isaac Comnè, l'antiga esposa d'Ivanko. Crisos va acceptar - presumiblement es va divorciar de la filla de Camitzes - i va rendir Pelagònia i Prilep a l'emperador.
Al mateix temps, Oinopolites va ser enviat a Tessàlia per oferir a Camitzes un indult i una completa restauració del seu rang. Camitzes s'hi va negar i l'exèrcit imperial dirigit per Aleix III va envair Tessàlia. En la batalla següent, l'exèrcit de Camitzes va ser derrotat i ell mateix ferit a la cama. Fugint del camp de batalla, va abandonar Tessàlia i va fugir a la fortalesa de Stanos (probablement Stenimacos), però les forces imperials el van perseguir i el van obligar també a abandonar-la.
No se sap res més de Camitzes després d'aquest punt,, però probablement va trobar refugi amb Kaloyan a Bulgària, com Espiridonaque abans que ell, i va morir poc després.

## Família
Manuel es va casar cap al 1170, però es desconeix el nom de la seva dona, si bé a vegades se cita el d'Eudòxia Camitzes. Se sap que va tenir una filla: l'historiador grec Konstantinos Varzos li suggereix el possible nom de Maria, després del de Manuel mare - que l'emperador Aleix III va obligar a divorciar-se del seu marit i casar-se amb Dobromir el 1198,, però altres indiquen el nom d'Eufrosina Camitzes. També va tenir un fill, anomenat Joan Camitzes. Després de la seva mort i de la conquesta de Constantinoble el 1204, la seva família va fugir a Nicea. Basant-se en les seves finques llistades al Partitio Romaniae (partició de l'Imperi Romà d'Orient) pels croats, els Camitzes es trobaven entre els quatre propietaris més grans de l'Imperi. La família encara era considerada un dels clans aristocràtics més destacats per Jordi Paquimeres a finals del segle xiii, però se'n coneixen pocs membres notables.